# 劉堯誨
劉堯誨（1522年—1585年），字君纳，号凝斋，湖廣臨武縣人。明朝政治人物。嘉靖進士。以新喻縣知縣歷官給事中，累升福建巡撫、兩廣總督等職。官至南京兵部尚書。

## 生平
二十二歲領嘉靖二十二年（1543年）癸卯乡荐，嘉靖三十二年（1553年）进士。吏部观政，同年授江西新喻縣知縣，以治行高等，三十六年擢南京刑科给事中，三十九年春請告归里。四十二年京察落職，四十四年起上海县丞，未赴任，改南阳府推官，次年升任户部主事，四十五年闰十月升尚宝司司丞，母亲、父亲接连去世丁忧。
隆慶三年（1569年）起升光禄寺丞，四年（1570年）十一月升光禄寺少卿，五年十一月升顺天府府丞。
萬曆元年（1573年）正月，以右僉都御史任巡撫福建，與廣東提督殷正茂和西班牙聯軍剿滅巨寇林鳳，四年加升都察院右副都御史，五年春被劾听勘，十一月以都察院右副都御史，改江西巡撫，六年十月升任兩廣總督（兵部右侍郎兼都察院右佥都御史总督两广军务巡抚广东地方），十年升南京右都御史，十一年正月官至南京户部尚書，七月改任南京兵部尚書、参赞軍務，十二月以人言乞罢，准致仕归鄉而卒。

## 著作
著有《虚籁集》十四卷。另有《奏议》、《岭南议》、《左传评林》、《宙园吟稿》，纂嘉靖《临武县志》等。

## 外部連接
- 刘尧诲[] 郴州人物

| 官衔          | 官衔                            | 官衔          |
| ------------- | ------------------------------- | ------------- |
| 前任： 殷從儉 | 福建巡撫 萬曆元年（1573年）上任 | 繼任： 龐尚鵬 |
| 前任： 凌雲翼 | 兩廣總督 萬曆七年（1579年）上任 | 繼任： 陳 瑞  |